# USS Sampson (2007)

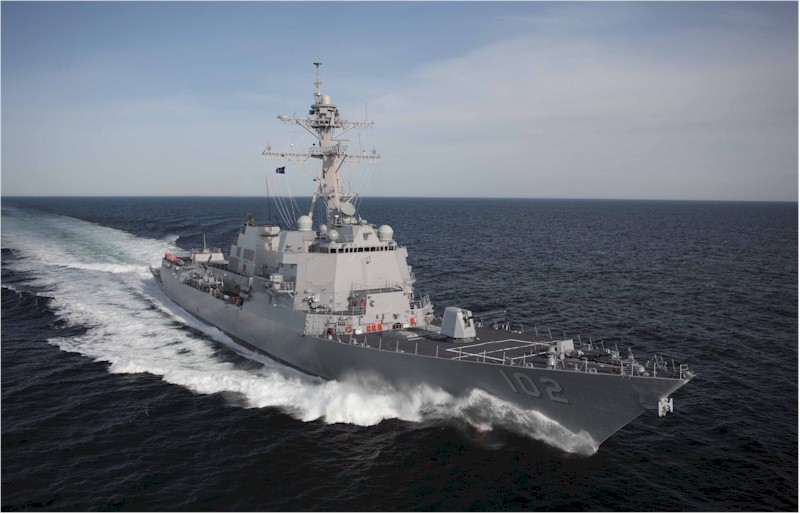
De USS Sampson (DDG-102)

De USS Sampson (DDG-102) is een Amerikaanse torpedobootjager uit de Arleigh Burkeklasse-klasse. Het schip maakt deel uit van de United States Navy. Het werd besteld in 2002 en is het vierde schip van de Amerikaanse marine dat is vernoemd naar de befaamde admiraal William T. Sampson.
De DDG-102 werd gebouwd door Bath Iron Works in Bath (Maine). Bij haar doop op 16 september 2006 werd een toespraak gehouden door senator Susan Collins van Maine, de kleindochter van admiraal Sampson en dochter van Willaim Sterling Parsons, de scheepssponsor. Commander Philis is de eerste bevelhebber van dit schip.
Het schip is ook te zien in de film Battleship, waar het uiteindelijk werd vernietigd door projectielen van de aliens. Haar zusterschip van dezelfde klasse de USS John Paul Jones is ook in deze film te zien. 